# Giochi panamericani

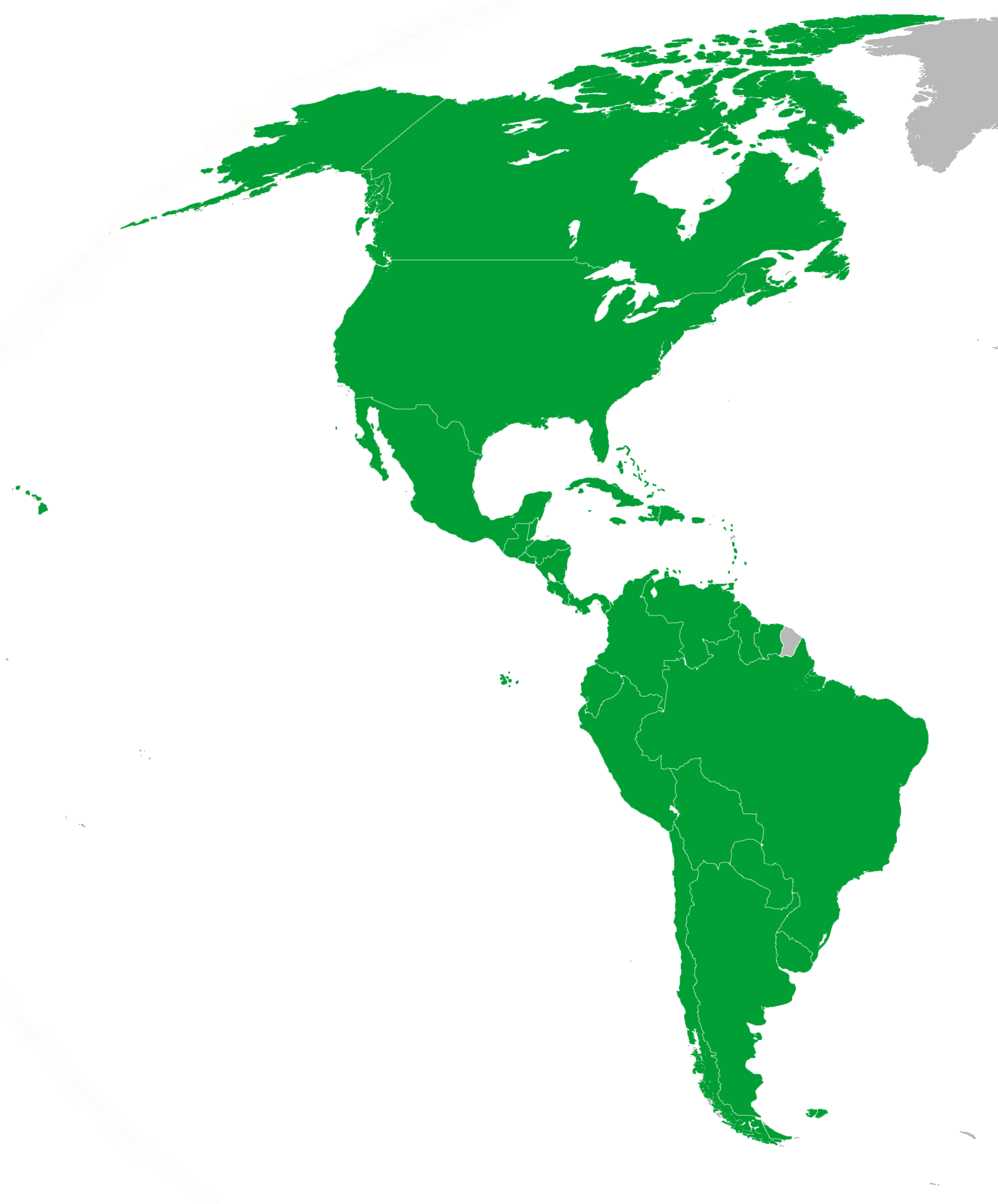
Paesi membri dell'Associazione dei Giochi panamericani

I Giochi Panamericani sono la terza manifestazione sportiva multidisciplinare in termini di nazioni partecipanti dopo i Giochi Olimpici e i Giochi Asiatici: organizzati ogni quattro anni, nell'anno precedente quello delle Olimpiadi, vedono in competizione atleti dei paesi del continente americano. Fra gli sport rappresentati ve ne sono alcuni tipicamente latino-americani, come ad esempio la palla basca. Per molti sono considerati le "altre Olimpiadi": in realtà costituiscono per gli atleti del continente americano un test di grande importanza in vista dei giochi olimpici dell'anno successivo.
Dal 2007 la città a cui sono stati assegnati i Giochi organizza anche i Giochi Parapanamericani, riservati ad atleti disabili, che si svolgono subito dopo la conclusione dei Panamericani.

## Storia

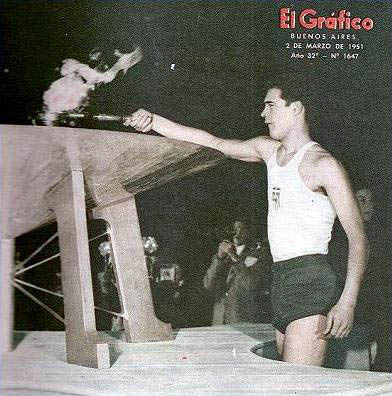
L'accensione del primo braciere dei Giochi panamericani, nel 1951 a Buenos Aires, avvenuta per mano del greco Arístides Roubanis.

I primi Giochi panamericani vennero inaugurati il 25 febbraio 1951 a Buenos Aires (Argentina). Vi parteciparono oltre 2.500 atleti appartenenti a 22 paesi.
In effetti, il debutto dei giochi avrebbe dovuto avvenire almeno una dozzina di anni prima, nel 1940, ma la gestazione della manifestazione sportiva - anche a causa della seconda guerra mondiale - fu abbastanza travagliata. L'idea di affiancare ai Giochi olimpici una sorta di festa dell'amicizia e dello sport che riguardasse le nazioni del continente americano in realtà era sorta durante il Congresso olimpico tenuto in coincidenza con i Giochi di Parigi del 1924 quando i membri di Cuba, Guatemala e Messico del Comitato Olimpico Internazionale proposero l'istituzione di giochi regionali per i paesi dell'America centrale. Due anni dopo il Messico ospitò così una sorta di primi Giochi panamericani, limitati però agli stati centrali del continente americano.
Alle Olimpiadi di Los Angeles del '32 i rappresentanti delle delegazioni dell'America latina proposero l'ampliamento dei giochi a tutti gli Stati dell'intero continente. La prima riunione del "Congresso sportivo panamericano" si tenne a Buenos Aires nell'agosto del 1940 e servì a designare la capitale argentina come sede dei primi Giochi panamericani ufficiali aperti a tutte le nazioni continentali. Tali giochi avrebbero dovuto tenersi nel 1942 ma la guerra mondiale, ovviamente, costrinse ad un annullamento della manifestazione.
Curiosamente, sebbene i giochi del '42 non si fossero potuti tenere, fu stampato ugualmente un manifesto ricavato da una litografia - realizzata nel 1941 dall'artista Falier Totaro - che raffigura un atleta nel gesto del lancio di un giavellotto con sullo sfondo un mappamondo orientato sul continente americano e le 21 bandiere dei paesi aderenti (esclusi quelli del Commonwealth britannico che non parteciparono al congresso deliberativo dei giochi).

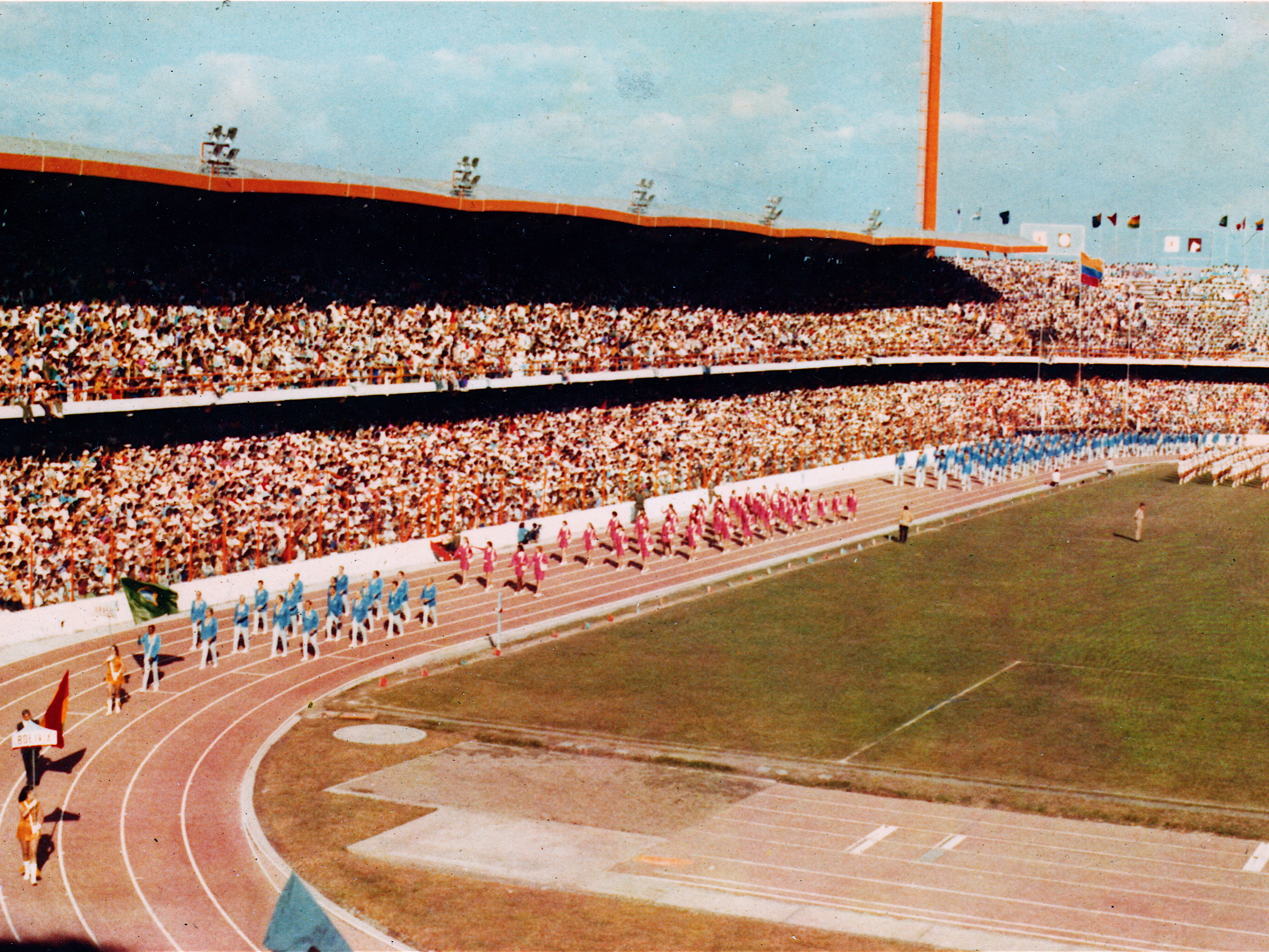
Immagine della cerimonia di apertura dei Giochi panamericani del 1971 a Cali, in Colombia.

Un secondo Congresso dello sport panamericano si tenne poi in occasione dei giochi di Londra del 1948 ed in quella occasione vennero gettate le basi definitive per i nuovi giochi panamericani da tenersi tre anni dopo in Argentina, che videro la partecipazione di 2513 atleti di 21 nazioni.
Dal 1955 l'organizzazione dei giochi panamericani ha cambiato nome in PASO (o OSPA) e ha fissato la sede a Città del Messico (messicano è anche il presidente, Ivar Sisniega). Al 2015 sono 41 le nazioni dell'America del nord, centrale e del sud e dei Caraibi aderenti ad essa. Le lingue ufficiali sono lo spagnolo e l'inglese.
Senza esito sono risultati i tentativi di dare vita anche ad una versione invernale dei giochi panamericani. Una edizione, già organizzata e prevista per il 1989, fu rinviata di un anno a causa delle cattive condizioni meteorologiche (ma anche l'anno successivo il maltempo consentì solo un parziale svolgimento delle gare, limitatamente alle discipline alpine). L'edizione del 1993 fu addirittura cancellata totalmente e da allora di Giochi panamericani invernali non si è più parlato.

### Tempi recenti
Dalla loro fondazione, il numero degli atleti e degli sport in programma ai Giochi aumentò ad ogni edizione, e dai 2.500 atleti dell'edizione del 1951, nel 2007 la partecipazione era più che raddoppiata, con 5.633 concorrenti provenienti da 42 paesi che parteciparono all'edizione del 2007 di Rio de Janeiro. Durante i Giochi la maggior parte degli atleti e dei funzionari sono ospitati al villaggio panamericano, destinato ad alloggiare tutti i partecipanti così come avviene di norma ai Giochi olimpici.
La PASO consente la partecipazione anche a Paesi che non soddisfano il requisito della sovranità politica, che altre organizzazioni internazionali sovente richiedono. Di conseguenza, le colonie e le dipendenze sono autorizzate a creare i propri comitati olimpici nazionali, come ad esempio Porto Rico e Bermuda, che pur essendo sotto la giurisdizione di un altro Stato possono competere ai Giochi panamericani come nazioni separate.

## Organizzazione

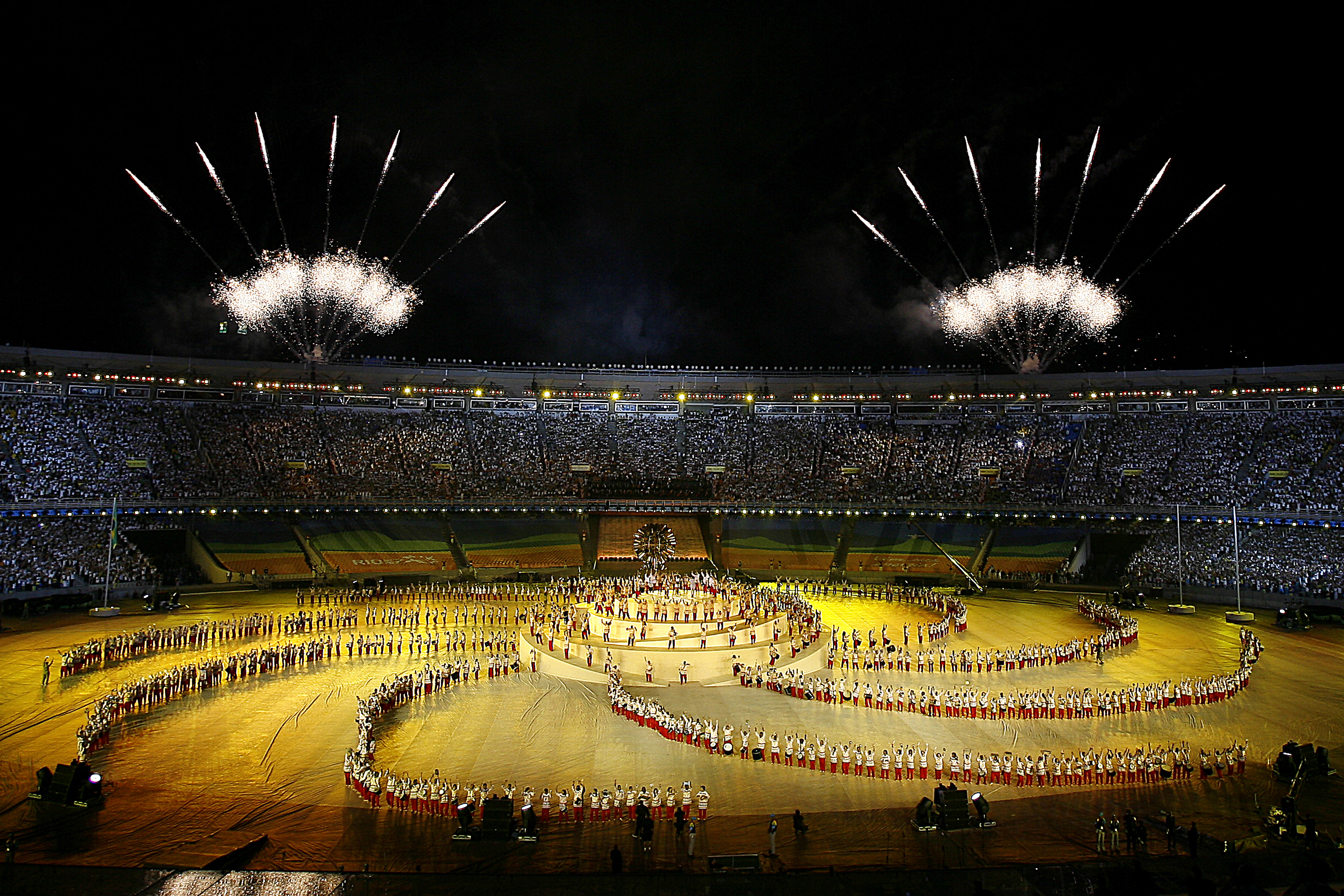
La cerimonia di apertura dei Giochi del 2007, a Rio de Janeiro.

L'Organizzazione Sportiva Panamericana (ODEPA o PASO) è responsabile della selezione della città ospitante e della sovrintendenza del programma dei Giochi, inoltre aggiorna e approva il programma sportivo, negozia le sponsorizzazioni e i diritti televisivi, e si impegna a far rispettare la Carta Olimpica, che è la stessa di quella dei Panamericani.
Il movimento dei Giochi Panamericani si compone di tre elementi:
- Le Federazioni Internazionali sono gli organi che supervisionano i vari sport a livello internazionale. Ad esempio, la FIFA è la Federazione internazionale responsabile del calcio, come la FIBA lo è della pallacanestro e la FIVB della pallavolo. Esistono, al 2015, 36 federazioni internazionali che rappresentano ciascuno dei 36 sport in programma ai Giochi.
- I comitati olimpici nazionali (CON) rappresentano e regolano il movimento ai Giochi Panamericani di ogni paese membro. Al 2015, sono 42 i comitati olimpici nazionali riconosciuti dall'ODEPA.
- I Comitati Organizzatori dei Giochi Panamericani (PAOGs) sono commissioni temporanee responsabili dell'organizzazione di una singola edizione dei Giochi Panamericani. I comitati organizzatori vengono sciolti dopo ogni edizione dei Giochi, una volta che è stata presentata la relazione finale all'ODEPA.

La spagnolo e inglese sono le lingue ufficiali dei Giochi Panamericani. L'altra lingua usata in ciascuno dei Giochi Panamericani è la lingua del paese ospitante. Tutti gli annunci (come ad esempio quello d'entrata durante la sfilata delle nazioni alla cerimonia di apertura) vengono dati in due o tre lingue: in quest'ultimo caso questo avviene quando nella nazione ospitante non si parla inglese o spagnolo (come ad esempio in Brasile).

## Nazioni partecipanti
Dopo lo scioglimento del Comitato Olimpico delle Antille Olandesi, avvenuto nel 2011, sono 41 i Paesi dotati di un proprio Comitato olimpico nazionale che possono prendere parte ai Giochi panamericani.
- Antigua e Barbuda
- Argentina
- Aruba
- Bahamas
- Barbados
- Belize
- Bermuda
- Bolivia
- Brasile
- Canada
- Isole Cayman
- Cile
- Colombia
- Costa Rica
- Cuba
- Dominica
- Ecuador
- El Salvador
- Giamaica
- Grenada
- Guatemala
- Guyana
- Haiti
- Honduras
- Isole Vergini Americane
- Isole Vergini Britanniche
- Messico
- Nicaragua
- Panama
- Paraguay
- Perù
- Porto Rico
- Rep. Dominicana
- Saint Kitts e Nevis
- Saint Lucia
- Saint Vincent e Grenadine
- Stati Uniti
- Suriname
- Trinidad e Tobago
- Uruguay
- Venezuela

## Edizioni
| Anno | Edizione                  | Sede                       | Sede                       | Date                  | Paesi | Sport | Atleti |
| ---- | ------------------------- | -------------------------- | -------------------------- | --------------------- | ----- | ----- | ------ |
| 1951 | I Giochi panamericani     | Argentina (bandiera)       | Argentina (bandiera)       | 25 febbraio 9 marzo   | 21    | 18    | 2.513  |
| 1951 | I Giochi panamericani     | Buenos Aires               | Argentina                  | 25 febbraio 9 marzo   | 21    | 18    | 2.513  |
| 1955 | II Giochi panamericani    | Messico (bandiera)         | Messico (bandiera)         | 12 marzo 26 marzo     | 22    | 17    | 2.583  |
| 1955 | II Giochi panamericani    | Città del Messico          | Messico                    | 12 marzo 26 marzo     | 22    | 17    | 2.583  |
| 1959 | III Giochi panamericani   | Stati Uniti (bandiera)     | Stati Uniti (bandiera)     | 27 agosto 7 settembre | 25    | 18    | 2.263  |
| 1959 | III Giochi panamericani   | Chicago                    | Stati Uniti d'America      | 27 agosto 7 settembre | 25    | 18    | 2.263  |
| 1963 | IV Giochi panamericani    | Brasile (bandiera)         | Brasile (bandiera)         | 20 aprile 5 maggio    | 22    | 19    | 1.665  |
| 1963 | IV Giochi panamericani    | San Paolo                  | Brasile                    | 20 aprile 5 maggio    | 22    | 19    | 1.665  |
| 1967 | V Giochi panamericani     | Canada (bandiera)          | Canada (bandiera)          | 23 luglio 6 agosto    | 29    | 19    | 2.361  |
| 1967 | V Giochi panamericani     | Winnipeg                   | Canada                     | 23 luglio 6 agosto    | 29    | 19    | 2.361  |
| 1971 | VI Giochi panamericani    | Colombia (bandiera)        | Colombia (bandiera)        | 30 luglio 13 agosto   | 32    | 17    | 2.935  |
| 1971 | VI Giochi panamericani    | Cali                       | Colombia                   | 30 luglio 13 agosto   | 32    | 17    | 2.935  |
| 1975 | VII Giochi panamericani   | Messico (bandiera)         | Messico (bandiera)         | 12 ottobre 26 ottobre | 33    | 19    | 3.146  |
| 1975 | VII Giochi panamericani   | Città del Messico          | Messico                    | 12 ottobre 26 ottobre | 33    | 19    | 3.146  |
| 1979 | VIII Giochi panamericani  | Porto Rico (bandiera)      | Porto Rico (bandiera)      | 1º luglio 15 luglio   | 34    | 22    | 3.700  |
| 1979 | VIII Giochi panamericani  | San Juan                   | Porto Rico                 | 1º luglio 15 luglio   | 34    | 22    | 3.700  |
| 1983 | IX Giochi panamericani    | Venezuela (bandiera)       | Venezuela (bandiera)       | 14 agosto 29 agosto   | 36    | 22    | 3.426  |
| 1983 | IX Giochi panamericani    | Caracas                    | Venezuela                  | 14 agosto 29 agosto   | 36    | 22    | 3.426  |
| 1987 | X Giochi panamericani     | Stati Uniti (bandiera)     | Stati Uniti (bandiera)     | 8 agosto 23 agosto    | 38    | 27    | 4.453  |
| 1987 | X Giochi panamericani     | Indianapolis               | Stati Uniti d'America      | 8 agosto 23 agosto    | 38    | 27    | 4.453  |
| 1991 | XI Giochi panamericani    | Cuba (bandiera)            | Cuba (bandiera)            | 2 agosto 18 agosto    | 39    | 34    | 4.519  |
| 1991 | XI Giochi panamericani    | L'Avana                    | Cuba                       | 2 agosto 18 agosto    | 39    | 34    | 4.519  |
| 1995 | XII Giochi panamericani   | Argentina (bandiera)       | Argentina (bandiera)       | 12 marzo 26 marzo     | 42    | 33    | 5.144  |
| 1995 | XII Giochi panamericani   | Mar del Plata              | Argentina                  | 12 marzo 26 marzo     | 42    | 33    | 5.144  |
| 1999 | XIII Giochi panamericani  | Canada (bandiera)          | Canada (bandiera)          | 23 luglio 8 agosto    | 42    | 34    | 5.275  |
| 1999 | XIII Giochi panamericani  | Winnipeg                   | Canada                     | 23 luglio 8 agosto    | 42    | 34    | 5.275  |
| 2003 | XIV Giochi panamericani   | Rep. Dominicana (bandiera) | Rep. Dominicana (bandiera) | 1º agosto 17 agosto   | 42    | 35    | 5.500  |
| 2003 | XIV Giochi panamericani   | Santo Domingo              | Rep. Dominicana            | 1º agosto 17 agosto   | 42    | 35    | 5.500  |
| 2007 | XV Giochi panamericani    | Brasile (bandiera)         | Brasile (bandiera)         | 12 luglio 29 luglio   | 42    | 38    | 5.662  |
| 2007 | XV Giochi panamericani    | Río de Janeiro             | Brasile                    | 12 luglio 29 luglio   | 42    | 38    | 5.662  |
| 2011 | XVI Giochi panamericani   | Messico (bandiera)         | Messico (bandiera)         | 14 ottobre 30 ottobre | 42    | 36    | 5.996  |
| 2011 | XVI Giochi panamericani   | Guadalajara                | Messico                    | 14 ottobre 30 ottobre | 42    | 36    | 5.996  |
| 2015 | XVII Giochi panamericani  | Canada (bandiera)          | Canada (bandiera)          | 10 luglio 26 luglio   | 41    | 36    | 6.132  |
| 2015 | XVII Giochi panamericani  | Toronto                    | Canada                     | 10 luglio 26 luglio   | 41    | 36    | 6.132  |
| 2019 | XVIII Giochi panamericani | Perù (bandiera)            | Perù (bandiera)            | 26 luglio 11 agosto   | 41    | 39    | 6.690  |
| 2019 | XVIII Giochi panamericani | Lima                       | Perù                       | 26 luglio 11 agosto   | 41    | 39    | 6.690  |
| 2023 | XIX Giochi panamericani   | Cile (bandiera)            | Cile (bandiera)            | 20 ottobre 5 novembre | -     | -     | -      |
| 2023 | XIX Giochi panamericani   | Santiago del Cile          | Cile                       | 20 ottobre 5 novembre | -     | -     | -      |

## Sport
- Tra parentesi il numero di eventi in programma in ogni disciplina (2019)

- Atletica leggera (47)
- Badminton (5)
- Baseball (2)
- Beach volley (2)
- Bowling (4)
- Calcio (2)
- Canoa/kayak (18)
- Canottaggio (14)
- Ciclismo (18)
- Equitazione (6)
- Ginnastica artistica (14)
- Ginnastica ritmica (8)
- Golf (3)
- Hockey su prato (2)
- Judo (14)

- Karate (10)
- Lotta (18)
- Nuoto (34)
- Nuoto sincronizzato (2)
- Pallacanestro (2)
- Pallamano (2)
- Pallanuoto (2)
- Pallavolo (2)
- Pattinaggio a rotelle (8)
- Pentathlon moderno (2)
- Pugilato (13)
- Racquetball (6)
- Rugby a 7 (2)
- Scherma (12)
- Sci nautico (9)

- Softball (2)
- Sollevamento pesi (15)
- Squash (6)
- Taekwondo (8)
- Tennis (5)
- Tennistavolo (4)
- Tiro a segno/volo (15)
- Tiro con l'arco (4)
- Trampolino elastico (2)
- Triathlon (2)
- Tuffi (8)
- Vela (10)

### Discipline soppresse
- Polo (solo nel 1951)
- Hockey su pista (1979, 1987, 1991, 1995)
- Hockey in-line (1999, 2003)
- Calcio a 5 (2007)
- Pelota basca (1995, 2003, 2011)
- Sambo (1983)

## Medagliere storico

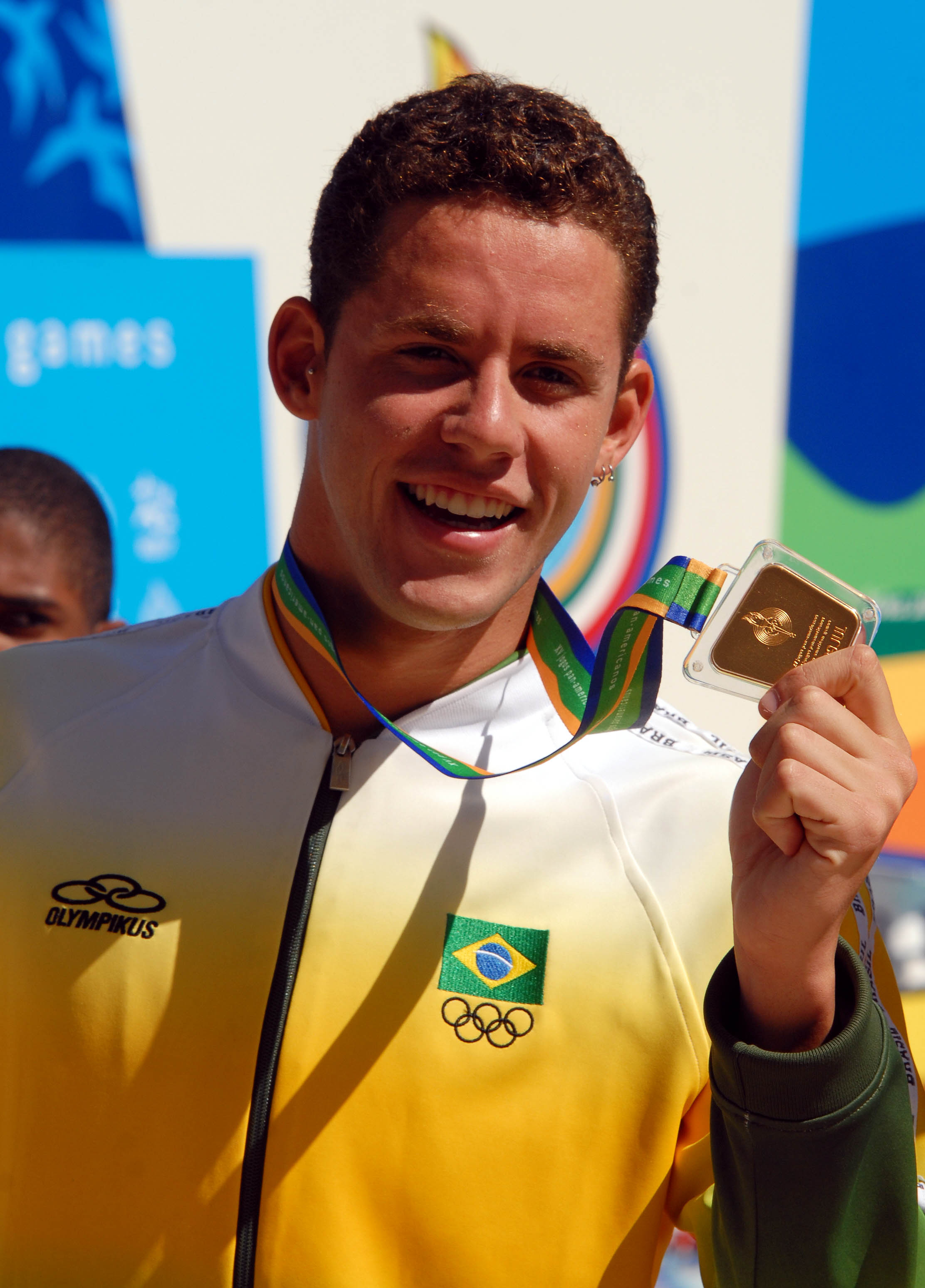
Il nuotatore brasiliano Thiago Pereira, qui nel 2007 a Rio de Janeiro, è l'atleta più medagliato della storia dei panamericani, con 18 medaglie vinte in 4 edizioni dei Giochi, di cui 12 d'oro.

Nella tabella sotto le 20 nazioni più medagliate ai Giochi estivi. A conclusione dei Giochi del 2011 solo 2 nazioni non hanno vinto ancora una medaglia tra le 42 nazioni partecipanti, Aruba e le Isole Vergini britanniche.
| Pos. | Nazione           |      |      |     |      |
| ---- | ----------------- | ---- | ---- | --- | ---- |
| 1    | Stati Uniti       | 1841 | 1372 | 941 | 4154 |
| 2    | Cuba              | 839  | 566  | 524 | 1929 |
| 3    | Canada            | 372  | 588  | 731 | 1691 |
| 4    | Brasile           | 287  | 318  | 459 | 1064 |
| 5    | Argentina         | 294  | 331  | 435 | 1060 |
| 6    | Messico           | 199  | 258  | 459 | 916  |
| 7    | Venezuela         | 85   | 182  | 257 | 524  |
| 8    | Colombia          | 81   | 134  | 197 | 412  |
| 9    | Cile              | 38   | 86   | 133 | 257  |
| 10   | Porto Rico        | 27   | 79   | 121 | 227  |
| 11   | Rep. Dominicana   | 26   | 52   | 102 | 180  |
| 12   | Giamaica          | 22   | 38   | 60  | 120  |
| 13   | Ecuador           | 21   | 21   | 45  | 87   |
| 14   | Guatemala         | 14   | 15   | 34  | 63   |
| 15   | Uruguay           | 11   | 25   | 44  | 80   |
| 16   | Trinidad e Tobago | 8    | 19   | 27  | 54   |
| 17   | Bahamas           | 7    | 13   | 11  | 31   |
| 18   | Perù              | 5    | 30   | 63  | 98   |
| 19   | Antille Olandesi  | 5    | 9    | 17  | 31   |
| 20   | Costa Rica        | 5    | 6    | 10  | 21   |